# Eparchie michalovsko-košická
Eparchie michalovsko-košická je eparchie pravoslavné církve v českých zemích a na Slovensku.

## Historie
Eparchie Michalovce byla zřízena 28. července 1950 oddělením z prešovské eparchie. Prvním biskupem nové eparchie se stal bývalý řeckokatolický kněz Alexander (Mihalič). Na michalovsko-košickou byla přejmenována 19. února 2009 na návrh biskupa Juraje.

## Seznam biskupů
- Alexander (Mihalič) (1950–1954)
- Metod (Millý) (1954–1966)
- Cyril (Mučička) (1966–1979)
- Nikanor (Juchimjuk) (1980–1983)
- Ján (Holonič) (1983–2006)
- Juraj (Stránský), osobní arcibiskup (od 2007)

### Pomocní biskupové
- Metod (Millý) (1953–1954)
- Metod (Kančuha) (1962–1964)
- Cyril (Mučička), biskup trebišovský (1965–1966)